# Ostroveni
Ostroveni é uma comuna romena localizada no distrito de Dolj, na região de Oltênia. A comuna possui uma área de 54.65 km² e sua população era de 5373 habitantes segundo o censo de 2007.